# 김소민 (2014년)
김소민(2014년 11월 21일 ~ )은 대한민국의 배우, 모델이다.

## 출연

### 방송

#### 드라마
- 2019년 tvN 《그녀의 사생활》12화 보육원 아이 역
- 2020년 MBC 《미쓰리는 알고있다》윤제 역
- 2020년 KBS 2TV 《좀비탐정》5화 꼬마 역
- 2020년 MBC 《나를 사랑한 스파이》 - 9화 손자 역
- 2021년 카카오TV 《아름다웠던 우리에게》 (웹 드라마) - 미녀, 세형 아들 역
- 2021년 KBS 2TV 《미스 몬테크리스토》31화 아이 역
- 2021년 카카오TV 《이 구역의 미친 X》 (웹 드라마) - 태준 역
- 2021년 JTBC 《인간실격》 - 부정, 앞집 아이 역
- 2021년 KBS 2TV 《이미테이션》10화 보육원 아이 역
- 2021년 Seezn 《파트타임멜로》 (웹 드라마) - 4화 진상 아들 역
- 2021년 TvN 《지리산》12화 아이 역
- 2022년 TvN 《고스트 닥터》1화 오프닝 아이1역
- 2022년 KBS 2TV 《현재는 아름다워》 - 최해 역
- 2022년 KBS 2TV 《붉은 단심》1화 단오아이 역
- 2022년 JTBC 《그린마더스 클럽》11화 아이1 역
- 2022년 넷플릭스 《글리치》김직진 아들 역
- 2022년 TVING 《욘더》최한기 막내 아들 역
- 2022년 SBS 《소방서옆경찰서》10화 어린환자 역
- 2023년 tvN 《반짝이는 워터멜론》15화 요요아이 역
- 2024년 tvN 《세작, 매혹된 자들》2화 거지아이 역
- 2024년 TVING 《나는 대놓고 신대렐라를 꿈꾼다》1화
- 2024년 NETFLIX 《MR.플랑크톤》곶감아이 역
- 2025년 tvN 《그놈은 흑염룡》용준역

#### 예능
- 2022년 KBS 2TV 《연중 라이브》 - 뽀시래기탐정단 (2022.01.14~2022.01.28)

- 2022년 KBS 2TV 《2022KBS연기대상》 - 청소년아역상 후보 (2022.12.31)

#### 어린이
- 2020년 EBS 《해요와 해요》 - 탐험해요 (2020.04.27~2021.03.26)
- 2021년 투니버스 드래곤디 《나도선생님》
- 2022년 EBS 《그린조끼구조대》- 고그린 역 (2022.04.28~2023.02.20)1회~44회,(2023.02.27~2023.)1회~

### 영화
- 2024년 《개코》(독립 영화) - 꼬마 아이 역
- 2020년 《삼진그룹 영어토익반》 - 양치질 꼬마 역
- 2021년 《죽이러 간다》 (독립 영화) - 어린 정우 역
- 2020년 《한숨》 (단편 영화) - 도윤 역

(2023서울국제어린이영화제 제작지원작,9회 세이브더칠드런 아동권리영화제 우수상
,제4회 합천수려한영화제,제3회 jeolla 누벨바그 영화제, 2023꽃심어린이청소년영화제 그린지구상,2024전주국제영화제,2024서울국제환경영화제)
- 2022년 《허리케인케스퍼》 (단편 영화) - 소민 역

(22제천국제음악영화제 상영작)
- 2022년 《아빠들》 (단편 영화) - 민수 역

(22통일부청년평화영화제,22전북가족영화제,22유니카국제영화제,14회 대한민국세계 단편영화제(금상))
- 2022년 《거미집》 (단편 영화) - 윤후 역

(23파리한국영화제 스테이지컷 섹션)
- 2022년 《고양이통역기》 (단편 영화) - 어린혁현 역

### 공연

#### 클래식
- 2021년 《국립발레단 부설 발레아카데미 정기 공연 PLIE》 (2021.09.29)
- 2022년 《국립발레단 부설 발레아카데미 정기 공연 PLIE》 (2022.08.18)

### 광고 tvc/전매체
- 2019년 아크로패스 수딩 Q
- 2019년 마이얼스데이 친환경 어린이 로션
- 2019년 함소아한의원 홍키통키 (지면광고)
- 2019년 초록우산 어린이재단 놀이 환경 개선 사업
- 2019년 웅진 코웨이 매트리스 케어렌탈
- 2019년 한국순환자원유통지원센터
- 2020년 한솔교육 핀덴아이랩
- 2020년 롯데리아 리아미라클버거
- 2020년 카카오 카카오페이지 다음 웹툰 슈퍼웹툰프로젝트 어린
- 2020년 Hy 프레딧 브이푸드 (With 백종원)
- 2020년 삼성전자 삼성 비스포크 식기세척기
- 2020년 쿠팡 택배 없는 날
- 2020년 비알코리아 던킨 도너츠 매거진 D
- 2020년 한국건강가정진흥원
- 2020년 동서식품 핫초코 미떼 (With 이미도)
- 2020년 놀이의 발견 (With 차승원)
- 2020년 롯데카드 로카넷필름
- 2020년 삼성전자 삼성 갤럭시 S20
- 2020년 대한민국 보건복지부 덕분에 챌린지
- 2020년 리딩앤
- 2020년 액션제주
- 2020년 함소아한의원 겨울뜸 (지면광고)
- 2020년 함소아한의원 10cm 챌린지
- 2020년 켄트 키즈 칫솔
- 2020년 더마틱스울트라 키즈 (지면광고)
- 2021년 미미월드 타요 신호등놀이
- 2021년 11번가 희망쇼핑 쇼핑, 희망이 되다1 (Feat. 싱어게인 이승윤 (가수))
- 2021년 전국화물자동차운송사업연합회 전국화물자동차운송사업연합회공제조합
- 2021년 매일유업 상하목장 얼려먹는 아이스크림
- 2021년 큐어라이프 쓰리잘비 (With 한지현 (배우))
- 2021년 삼성생명보험 우주보험 (With 진기주)
- 2021년 하나투어
- 2021년 집토스 직영부동산 (With 장도연)
- 2021년 함소아한의원 성장클리닉
- 2021년 KT KT 디즈니+
- 2021년 천재교육 밀크티
- 2021년 한국인삼공사 정관장 - 추석 편
- 2021년 라이징윙스 캐슬 크래프트
- 2021년 POLA
- 2021년 함소아한의원 겨울뜸
- 2021년 투니버스 나도 선생님
- 2021년 함소아한의원 겨울뜸
- 2022년 한국P&G 페브리즈 (With 하하, 별 (가수))
- 2022년 한우자조금관리위원회
- 2022년 한화그룹 PR - 대한민국 우주 꿈나무 편
- 2022년 공항철도 인천국제공항철도 AREX
- 2022년 유한킴벌리 크리넥스
- 2022년 한국토지주택공사 LH사전청약
- 2022년 함소아한의원 겨울뜸
- 2023년 함소아한의원
- 2023년 콴첼
- 2023년 삼성화재 다이렉트착 어린이보험
- 2023년 서울특별시교육청 우리가 지킨다
- 2024년 현대자동차그룹 기프트카하트비트
- 2024년 WHSAN 해외의류브랜드 24,25W/S 화보,브랜드필름
- 2024년 미르2 뉴킹덤
- 2025년 맥도날드

### 컨텐츠
- 2020년 신한은행 친한♡은행 ep4,ep16
- 2021년 덕구온천 덕구&두찌TV 1화~4화
- 2021년 투니버스 드래곤디 나도선생님
- 2022년 롯데리아 버거가게에서 살아남기 4화
- 2023년 이마트 콩콩콩 빙고
- 2024년 감성노트 SBS더리슨 리틀 <오래된 노래> <애상>

### 유튜브
- 2024년 빅마블 쇼츠 콜라보

### 기타
- 2024년 만타밍고 LMSP(Feat.김승민) MV
- 2022년 킨더조이 TVC 더빙